# Puntallana
Puntallana é um município da Espanha na província de Santa Cruz de Tenerife, comunidade autónoma das Canárias. Tem 35,1 km² de área e em 2021 tinha 2 549 habitantes (densidade: 72,6 hab./km²).

## Demografia
| Variação demográfica do município entre 1991 e 2004 | Variação demográfica do município entre 1991 e 2004 | Variação demográfica do município entre 1991 e 2004 | Variação demográfica do município entre 1991 e 2004 |
| --------------------------------------------------- | --------------------------------------------------- | --------------------------------------------------- | --------------------------------------------------- |
| 1991                                                | 1996                                                | 2001                                                | 2004                                                |
| 2249                                                | 2201                                                | 2337                                                | 2380                                                |